# باکجیسان
باکجیسان (به لاتین: Bakjisan) یک کوه در کره جنوبی است که در کره جنوبی واقع شده‌است. باکجیسان ۱٬۳۹۴ متر بالاتر از سطح دریا واقع شده‌است.